# Messier 32
La galàxia el·líptica M32 o Messier 32 (M32, NGC 221) és una galàxia el·líptica nana visible a la constel·lació d'Andròmeda. És una galàxia satèl·lit de la Galàxia d'Andròmeda i un membre del Grup Local de galàxies. Va ser descoberta per l'astrònom Guillaume Le Gentil el 29 d'octubre de 1749. Charles Messier la va observar per primera vegada en 1757 i la va afegir al seu catàleg en 1764.
Les estrelles externes de M32 són visiblement arrossegades per l'atracció de la seva galàxia veïna. El nucli posseeix una massa de prop de 108 masses solars, per a una densitat de 5.000 estrelles/pc³ en òrbita entorn d'un objecte central extremadament massiu (valors comparables amb els del nucli de la Galàxia d'Andròmeda). Té un radi de 4.000 anys llum. Com d'altres galàxies el·líptiques, conté majorment estrelles vermelles i grogues sense pràcticament pols o gas; conseqüentment no hi ha formació estel·lar en aquests moments, tot i que s'han pogut detectar petites mostres de formació estel·lar en un passat recent.

## Observació
M32 es pot localitzar fàcilment observant la galàxia d'Andròmeda, ja que es troba a 22' al sud de M31. Es mostra com una taca lluminosa, lleugerament allargada i fàcilment observable amb telescopi. La seva magnitud és 8,1.